# Rallye Portugal 1976
Die 10. Rallye Portugal war der 3. Lauf zur Rallye-Weltmeisterschaft 1976. Sie fand vom 10. bis zum 14. März in der Region von Estoril statt. Von den geplanten 39 Wertungsprüfungen wurden zwei abgesagt.

## Klassifikationen

### Endergebnis
| Rang | Fahrer                 | Co-Pilot            | Auto                 | Zeit (Std./Min./Sek.) | Rückstand Sieger (Min./Sek.) Rückstand V (Std./Min./Sek.) |
| ---- | ---------------------- | ------------------- | -------------------- | --------------------- | --------------------------------------------------------- |
| 1    | Sandro Munari          | Silvio Maiga        | Lancia Stratos HF    | 5:41:26               | 0:00:00                                                   |
| 2    | Ove Andersson          | Arne Hertz          | Toyota Celica 2000GT | 5:44:24               | 0:02:58                                                   |
| 3    | Manuel Queirós Pereira | João Batista        | Opel Kadett GT/E     | 6:26:37               | 0:45:11 0:42:13                                           |
| 4    | Raffaele Pinto         | Arnaldo Bernacchini | Lancia Stratos HF    | 6:33:54               | 0:52:28 0:07:14                                           |
| 5    | Santinho Mendes        | Lemos Nobre         | Opel Kadett GT/E     | 6:39:29               | 0:58:03 0:05:35                                           |
| 6    | Georg Fischer          | Harald Gottlieb     | Datsun Violet        | 6:40:20               | 0:58:54 0:00:51                                           |
| 7    | Giovanni Salvi         | Pedro de Almeida    | Ford Escort RS2000   | 6:46:44               | 1:05:18 0:06:24                                           |
| 8    | Jorge Ortigão          | Pedro Abreu         | Mazda 818 Coupé      | 6:47:05               | 1:05:39 0:00:21                                           |
| 9    | Manuel Inácio          | Pina de Morais      | Opel Ascona          | 6:52:34               | 1:11:08 0:05:29                                           |
| 10   | Carlos Torres          | Augusto Roxo        | Mazda RX-3           | 7:01:39               | 1:20:13 0:09:05                                           |

Insgesamt wurden 21 von 59 gemeldeten Fahrzeuge klassiert:

### Herstellerwertung
| Pos. | Team   | Punkte |
| ---- | ------ | ------ |
| 1    | Lancia | 50     |
| 2    | Opel   | 34     |
| 3    | Saab   | 20     |
| 4    | Toyota | 15     |
| 5    | Ford   | 12     |

Die Fahrer-Weltmeisterschaft wurde erst ab 1979 ausgeschrieben.